# Westenergie
Die Westenergie AG ist ein deutscher Energiedienstleister und Infrastrukturanbieter mit Sitz in Essen. Sie ist die größte Tochtergesellschaft des Energiekonzerns E.ON und wurde bis 7. Mai 2025 von Katherina Reiche geleitet. Hervorgegangen ist die AG aus der Zerschlagung von Innogy. Die Westenergie hat dabei das Geschäft mit den Verteilnetzen übernommen.

## Unternehmen
Mit rund 10.000 Mitarbeitern und einer Versorgung von über 6,6 Millionen Menschen in Nordrhein-Westfalen, Rheinland-Pfalz und Niedersachsen mit Strom, Gas, Wasser und Breitbandinternet ist Westenergie der größte regionale Energiedienstleister und Infrastrukturanbieter in Deutschland.
Gegründet wurde die AG am 1. Oktober 2020. Einziger Gesellschafter ist die E.ON SE.
Die Westenergie hält über 1600 Konzessionsverträge und kommunale Partnerschaften. 
Sie ist an über 130 Stadtwerken, Netzgesellschaften und Versorgungsunternehmen beteiligt. 
Der Verteilnetzbetreiber Westnetz gehört vollständig zur Westenergie.
Weitere Gesellschaften der Westenergie AG sind die Westenergie Netzservice GmbH (Start: 1. April 2021, 100%ige Tochter)  und die Westenergie Breitband GmbH.